# T-24
Il T-24 era un carro armato medio sovietico prodotto nel 1931. Vennero costruiti solo 25 esemplari, che non entrarono mai in azione. Fu il primo carro costruito dalla KhPZ in Ucraina. Le sospensioni del T-24 vennero poi usate con successo sui primi trattori d'artiglieria sovietici. L'armamento principale del carro era un cannone anticarro da 45 mm M1932; quello secondario era costituito da una mitragliatrice DT su supporto sferico nello scafo ed un'altra in torretta; una terza armava la torretta secondaria rotante sulla torretta principale. Il carro era ben protetto per i suoi tempi, ma soffrì di problemi con il motore e la trasmissione.

## Storia
Nel 1928 venne istituito un bureau per la progettazione dei carri presso la Fabbrica di Locomotive di Charkov a Charkiv, nell'Ucraina sovietica. Il primo progetto del bureau fu il T-12 (o T-1-12), una versione ingrandita del T-18, con un motore più potente. Ne venne realizzato un prototipo, seguito nel 1930 da 30 esemplari di serie; le prestazioni meccaniche del carro furono talmente deludenti che si decise di rimettere mano al progetto.
Il progetto venne ridenominato T-24, vennero risolti i problemi con la trasmissione e l'alimentazione e venne montata una torretta più grande. Alle prove iniziali le prestazioni risultarono soddisfacenti, anche se il motore del prototipo prese fuoco e la nuova torretta venne trasferita su uno scafo di T-12 per continuare i test. Nel 1931 furono prodotti solo 24 esemplari di serie. I T-24 vennero armati originariamente solo con mitragliatrici, mentre il cannone da 45 mm venne installato nell'anno successivo.
Il mezzo si dimostrò nella pratica inaffidabile e venne relegato a ruoli addestrativi e alle parate. Anche se il T-24 fu un fallimento, esso fornì al KhPZ un bagaglio di esperienza nella progettazione e produzione che fu applicato poi con successo ai carri serie BT, entrati in produzione nel 1931.

## Komintern

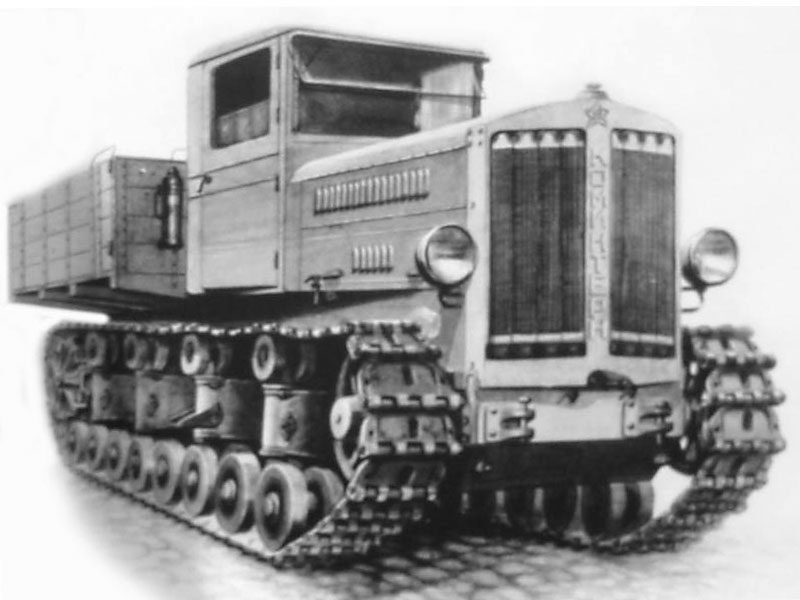
Trattore d'artiglieria Komintern.

Il trattore d'artiglieria Komintern del KhPZ basato sul treno di rotolamento del T-12 venne prodotto in 50 esemplari, a partire dal 1930, mentre quello basato sul T-24 venne realizzato in 2.000 esemplari dal 1935 al 1941. Il mezzo era motorizzato con un propulsore diesel da 131 hp. Nonostante lo sfortunato destino dei due carri suoi predecessori, il Komintern fu un trattore di successo, prodotto in massa. Il mezzo ereditò gli stessi difetti del T-24, ma alcuni vennero risolti dai progettisti e altri non erano significativi su un trattore rispetto ad un carro. Venne usato per il traino delle artiglierie medie, come gli obici da 152 mm.

## Vorošilovec

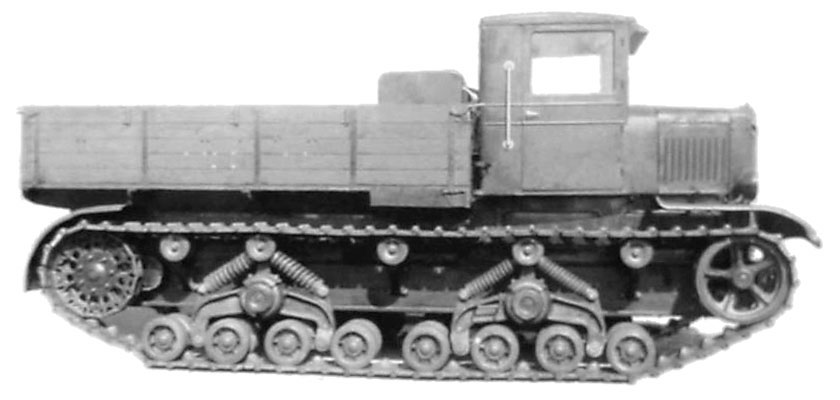
Trattore d'artiglieria pesante Vorošilovec

Il trattore d'artiglieria pesante Vorošilovec era anch'esso basato sul treno di rotolamento del T-24 ed usava lo stesso motore diesel V-2 del BT-7M e e del T-34, ma depotenziato. KhPZ produsse circa 230 trattori a partire dal 1939; dopo  l'invasione tedesca dell'Ucraina nel 1941 la produzione fu spostata alla Fabbrica di trattori di Volgograd fino ad agosto 1942.